# Крістіан Дікк
Крістіан Дікк (норв. Christian Dick, 2 вересня 1883 — 14 серпня 1955) — норвезький яхтсмен.
Срібний призер Олімпійських Ігор 1920 року в класі 7 метрів.